# Світлана Качуровська
Світлана Володимирівна Качуровська (17 травня 1982 року, с. Жовтневе (тепер Курилівка) Конотопського району Сумської області) — українська художниця, арт-тренерка, письменниця, ілюстраторка дитячих книг.

## Життєпис
Світлана Качуровська народилась 17 травня 1982 року в с. Жовтневе (тепер Курилівка) Конотопського району Сумської області. У 2000 році закінчила Жовтневську школу Конотопського району Сумської області. У 2005 році закінчила Сумський національний аграрний університет. Має вищу юридичну і економічну освіту. 
Однак з дитинства мріяла бути художницею. Самотужки опанувала десятки різних технік у малярстві. З 2014 року Світлана Качуровська проводить майстер-класи з олійного живопису для дітей та дорослих. Для сум'ян художниця провела більше ста благодійних майстер-класів, в тому числі в Агенції промоції «Суми» і у приміщенні міської галереї. З 2015 року співпрацює із Агенцією промоції «Суми», на місцевому телебаченні  веде авторську програму FINE ART, де ділиться секретами написання картин. Художниця має власну студію живопису. Мисткиня презентувала більше двадцяти персональних художніх виставок, у тому числі в міській галереї, Сумському державному університеті, Сумській бібліотеці імені Тараса Шевченка, Сумській обласній науковій бібліотеці. Вона проілюструвала десять дитячих книг. Видала власні книги «Засинайлики» та «Світайлики».  
Пише пісні і знімає кліпи. 
З 13 років грає на гітарі, пише пісні, вірші, казки. Одружена, має сина Іллю 2003 року народження.

## Творчість
Світлана Качуровська — художниця, ілюстраторка дитячих книг, авторка нестандартних технік малювання. Створює картини олійними, акварельними фарбами,  працює у техніці ілюстративного живопису. Її приваблює манера творчості імпресіоністів. Тематика полотен розмаїта. На картинах художниці багато квітів, казкових сюжетів, фантастичних героїв. Вона експериментує з текстилем — виготовляє картини-подушки за авторською технологією, створює картини на колесах, картини-столи, картини-стільці, картини-ліжка. Світлана — єдина в Сумах художниця, яка пише підручними засобами. Працює пензликами, серветками, ложками, пальцями. Виготовляє авторські ляльки. Художниця відкрила низку власних персональних художніх виставок і художні виставки юних художників, які створили картини на майстер-класах з олійного живопису. Твори виконані у яскравих кольорах, що характерно для світу дитинства. В експозиції можна побачити казкові історії, натюрморти та дитячі мрії. 
Книги, які видає Світлана Качуровська особисто і у співавторстві, інтерактивні. З ними можна спілкуватися, гратися, малювати, мандрувати, переповідати історії та створювати власні.

### Ілюстраторка книг
Першу книгу як ілюстраторка Світлана Качуровська видала у тандемі з письменницею Анною Коршуновою. Це був дитячий путівник «Казкове місто Суми», книга, яка мотивує дітей і батьків до пізнання міста, архітектурних пам'яток. Книга «Казкове місто Суми», що входить до серії «Казковий край", видана тиражем 5000 штук, у короткий термін була реалізована і перевидана видавництвом «Час майстрів». У книзі «Маленькі історії казкового міста» у співавторстві з Анною Коршуновою художниця  створила образи відомих у місті Суми пам’яток архітектури. Ілюстрації для книги "Засинайлики» Світлана приготувала за власними текстами. 
```
«Після того, як почала ілюструвати дитячі книги, стала щасливішою на 80 відсотків! Нарешті я знайшла душевну гармонію, де красиво переплелися сім`я та улюблена справа!»- стверджує С.Качуровська. 
```

Книги, проілюстровані С. Качуровською, заохочують дітей до читання та розвивають уяву.
Художниця проілюструвала більше десяти книг, у тому числі:
- Коршунова А. Казкове місто Суми: Анна Коршунова, Світлана Качуровська; іл. Світлана Качуровська. — Суми: Триторія, 2016. — 72с
- Коршунова А. Казкове місто Суми : дитячий путівник / Анна Коршунова, Світлана Качуровська ; іл. Світлана Качуровська. – Київ : Час майстрів, 2017. — [87] c.
- Коршунова А.  Маленькі історії казкового міста. — Університетська книга. — 2018
- Коршунова А. Солодка подорож: Анна Коршунова, Світлана Качуровська; іл. Світлана Качуровська. — Суми: ПФ "Видавництво" Університетська книга" , 2018. - 68с.
- Коршунова А. Маленьке місто Заводське: Анна Коршунова, Світлана Качуровська; іл. Світлана Качуровська. — Суми: ПФ "Видавництво" Університетська книга" , 2018. — 68с.
- Качуровська Світлана Засинайлики: Качуровська Світлана; іл. Качуровська Світлана. — Суми: ПФ "Видавництво "Університетська книга", 2019. — 32 с.

## Художні виставки
Перша персональна художня виставка відбулась в Сумах у 2014 році. Відтоді художниця презентувала більше двадцяти художніх виставок.
- Грудень, 2014 рік - Виставка живопису " Мрії кольорові". Сумська обласна універсальна наукова бібліотека.
- 3 березня 2015 р. - 18 березня 2015 р. - Виставка живопису "Усі жінки полюбляють квіти",   Сумська міська галерея.
- 25 липня  2017 р. - 6 серпня 2017 р. - Виставка живопису " Мій казковий світ", живопис, Сумська міська галерея.
- 11 грудня 2018 р. - 23 грудня 2018 р. - Виставка живопису "Засинайлики",  Сумська міська галерея.
- Березень 2019 р. -  Персональні виставки "Засинайлики", "Світайлики" на телеканалі  UA: Суми
- 11 червня 2019 р. - 23 червня 2019 р - Виставка живопису " Світайлики",  Сумська міська галерея.
- Липень 2019 р. - Персональна виставка Світлани Качуровської "Кольорова колискова"
- Вересень 2023 р. - Персональна виставка Світлани Качуровської «Орнамтики», ART Prostir. Львівська муніципальна бібліотека
- 29 грудня 2023 р. - 11 січня 2024 р. - Персональна виставка Світлани Качуровської «Орнамтики», Сумська міська галерея

## Досягнення. Нагороди
Картини художниці Світлани Качуровської знаходяться в приватних  колекціях поціновувачів з України, Китаю, Італії, Америки, Німеччини, Польщі. Мисткиня за співпрацю з бібліотеками, навчальними закладами різних рівнів акредитацій відзначена низкою дипломів.  
- 2016 рік - За рейтингом обласного конкурсу "Людина року" увійшла в "Топ 50" (24-а у списку)
- 2016 рік - Увійшла в "золоту десятку" рейтингу як ілюстратор книги Анни Коршунової  "Казкове місто Суми"
- 2018 рік – Відзнака Полтавської обласної державної адміністрації за дослідження історії краю, створення книги "Моє маленьке місто Заводське"
- 2018 рік - Подяка Червонозаводської міської ради з нагоди 90-ї річниці міста
- 2019 рік - Диплом відділу мистецтв бібліотеки імені Т.Г. Шевченко  за активну виставкову діяльність
- 2022 рік - Грамота міського голови за наполегливу сумлінну працю, досягнення високих результатів у роботі, активну життєву позицію, наполегливість, ділову ініціативу та з нагоди Дня підприємця

## Картини
- «Троїцький собор» (2014 рік)
- «Альтанка»(2014 рік)
- «Садиба Суханових»(2014 рік)
- Серія картин «Мій казковий світ» (2017 рік)
- Серія картин "Засинайлики"(2018 рік)
- Серія картин "Світайлики"(2019 рік)
- Серія картин «Спанчоси» (2021 рік)
- Серія ілюстрацій «Орнамтики» (2022-2024 рік)
- Серія картин «Півонії» (2024 рік)